# Klangen i fjärran

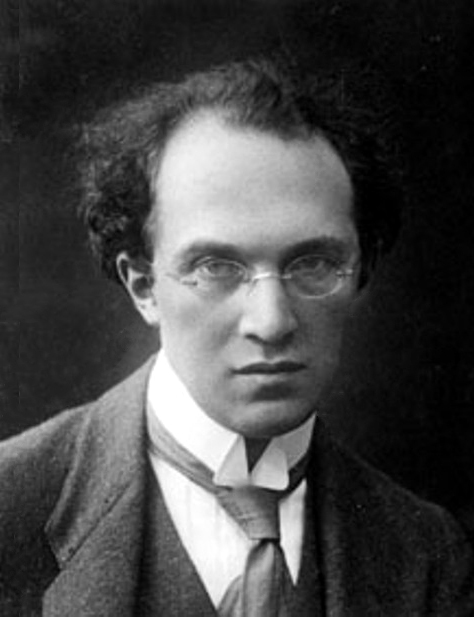
Franz Schreker 1912

Klangen i fjärran (tyska: Der ferne Klang) är en opera i tre akter med musik och text av Franz Schreker.

## Historia
1901 började Schreker att skissa på texten och 1903 hade han fullbordat ett libretto i tre akter. Grundtanken var att komponera en opera som inte bara krävde musik, utan där grundtanken var själva musiken. Komponerandet skulle emellertid ta tio år. Alla hans vänner avrådde honom och efter kritik från sin kompositionslärare Robert Fuchs övergav han projektet första gången 1903. Han återvände inte till arbetet förrän 1905, efter att ha närvarat vid premiären av Richard Strauss opera Salome. Orkestermellanspelet till akt III (kallat Nachtstück) spelades första gången vid en konsert med Wiener Tonkünstlerorchester den 25 november 1909 under musikalisk ledning av Oskar Nedbal. Trots att konserten blev omtalad och placerade Schreker bland föregångarna till de progressiva kompositörerna i Wien, kände Schreker nog med tillförsikt att fullborda operan 1910. Tonsättarkollegan Alban Berg förberedde sångstämmorna för operan 1911. Operan är tillägnad dirigenten Bruno Walter. 
Der ferne Klang var Schrekers första framgång som operatonsättare. Kännetecknande för musiken är modulationer och djärv harmonik på gränsen till tonalitet, samt avancerad orkesterbehandling. Operan påverkade på ett avgörande sätt den svenske tonsättaren Edvin Kallstenius. Styckets fenomenala framgång lade grunden till Schrekers karriär som operatonsättare. Verket spelades på alla de stora scenerna ända tills det förbjöds under nazismen. Trots operans romantiska attityd är den egentligen djupt antiromantisk. Det är inte konstnärsöden som står i centrum, utan de kvarlämnades elände. Operans poäng är att den privata lyckan, liksom den konstnärliga fulländningen, inte står att finna i ett fjärran skimmer utan i den närliggande enkelheten.

## Uppförandehistorik
Operan uruppfördes i Frankfurt am Main den 18 februari 1912 dirigerad av Ludwig Rottenberg och framfördes regelbundet under de följande två decennierna, då den innehade en speciell plats i den tysktalande världen som ett pionjärverk bland de moderna operorna. Betydande uppsättningar var den tjeckiska premiären på Neues Deutsches Theater i Prag under Alexander von Zemlinsky och den lyckade uppsättningen på Staatsoper Unter den Linden i maj 1925 under Erich Kleiber med kompositörens hustru Maria Schreker och tenoren Richard Tauber i de ledande rollerna. Operan sattes också upp i Leningrad (1925) och i Stockholm på Stockholmsoperan den 28 september 1927. Den sista uppsättningen under Schreker livstid var på Stadttheater Aachen och i Teplice åren 1930–31, varefter naziregimen bannlyste operan som Entartete Musik och den försvann för repertoaren.
På senare år har operan återupptäckts och dess stigande popularitet återspeglas i det stora antal föreställningar som den åtnjöt år 2010. Dessa inkluderar tre föreställningar på Staatsoper Unter den Linden i Berlin och andra uppsättningar på Opernhaus Zürich under ledning av Ingo Metzmacher med Juliane Banse som Grete och Roberto Sacca som Fritz. 2019 spelades den på Kungliga Operan i Stockholm, nu i regi av Christof Loy.

## Personer
| Roller                                              | Stämma                | Premiärbesättning Frankfurt 18 augusti 1912 (Dirigent: Ludwig Rottenberg) | Premiärbesättning Stockholm 28 september 1927 (Dirigent: Armas Järnefelt) |
| --------------------------------------------------- | --------------------- | ------------------------------------------------------------------------- | ------------------------------------------------------------------------- |
| Akt 1                                               |                       |                                                                           |                                                                           |
| Den gamle Graumann, en pensionerad lägre tjänsteman | baryton               | Richard Korschen                                                          | Josef Herou                                                               |
| Hans hustru                                         | mezzosopran           | Marie Welling-Bertram                                                     | Irma Björck                                                               |
| Grete, deras dotter                                 | sopran                | Lisbeth Sellin                                                            | Gertrud Pålson-Wettergren                                                 |
| Fritz, en ung tonsättare                            | tenor                 | Karl Gentner                                                              | Einar Beyron                                                              |
| Värden på värdshuset "Zum Schwan"                   | bas                   | Josef Gareis                                                              | Emile Stiebel                                                             |
| En dålig skådespelare                               | baryton               | Rudolf Brinkmann                                                          | Folke Cembræus                                                            |
| Dr. Vigelius                                        | hög bas               | Herbert Stock                                                             | Conny Molin                                                               |
| En gammal kvinna                                    | mezzosopran           | Bella Fortner-Halbaerth                                                   | Kerstin Thorborg                                                          |
| Akt 2                                               |                       |                                                                           |                                                                           |
| Greta, en dansös (alias Grete Graumann)             | sopran                | Lisbeth Sellin                                                            | Gertrud Pålson-Wettergren                                                 |
| Mizi, en dansös                                     | sopran                | Anita Franz                                                               | Margit Mandahl                                                            |
| Milli, en dansös                                    | sopran                | Fulda Kopp                                                                | Helga Görlin                                                              |
| Mary, en dansös                                     | sopran                | Lina Doninger                                                             | Soffi Schönning                                                           |
| En spanjorska, en dansös                            | sopran                | Frieda Cornelius                                                          | Irma Björck                                                               |
| Greven, 24 år gammal                                | baryton               | Richard Breitenfeld                                                       | Sven Herdenberg                                                           |
| Baronen, 50 år gammal                               | bas                   | Alfred Hauck                                                              | Carl Richter                                                              |
| Le chevalier, 30-35 år gammal                       | tenor                 | Erik Wirl                                                                 | Olle Strandberg                                                           |
| Fritz                                               | tenor                 | Karl Gentner                                                              | Einar Beyron                                                              |
| Akt 3                                               |                       |                                                                           |                                                                           |
| Fritz                                               | tenor                 | Karl Gentner                                                              | Einar Beyron                                                              |
| Tini (alias Grete Graumann)                         | sopran                | Lisbeth Sellin                                                            | Gertrud Pålson-Wettergren                                                 |
| Rudolf, en läktare, Fritzs vän                      | hög bas eller baryton | Walter Schneider                                                          | Einar Larsson                                                             |
| Dr. Vigelius                                        | hög bas               | Herbert Stock                                                             | Conny Molin                                                               |
| En skådespelare                                     | baryton               | Rudolf Brinkmann                                                          | Folke Cembræus                                                            |
| Förste körsångare                                   | tenor                 | Otto Weindel                                                              | Birger Biguet                                                             |
| Andre körsångare                                    | bas                   | Carl Bauermann                                                            | Gösta Lindberg                                                            |
| Servitris                                           | mezzosopran           | Alma Wendorf                                                              | Jenny Lidström                                                            |
| En tvivelaktig individ                              | tenor                 | Hermann Schramm                                                           | Olle Strandberg                                                           |
| En polis                                            | bas                   | Wilhelm Drumm                                                             | Einar Englund                                                             |
| En tjänare                                          | talroll               |                                                                           | James Westheimer                                                          |

## Handling
Akt I
Grete och Fritz är förälskade, men en fjärran klang lockar tonsättaren att bege sig ut i världen, och han tar avsked av sin älskade. Dr Vigelius spelar Gretes dryckesbenägne far ett spratt och råder honom att utlova dottern till värden som pant. Fadern kräver nu att Grete skall gifta sig med värden. Inga böner kan förmå honom att ändra sig. Den enda som visar Grete sympati är en hemlighetsfull gammal kvinna. Den olyckliga flickan rymmer hemifrån. När Grete inser att hon aldrig mer kommer att hitta Fritz, tänker hon dränka sig i skogstjärnen. Men naturens magi tröstar henne och får henne på andra tankar. Utmattad somnar hon i skogen. Den gamla kvinnan kommer förbi och tar med sig Grete.
Akt II
Tio år senare, i en danssalong i Venedig. Grete är nu en omsusad stjärna under namnet Greta, men hon plågas av minnet av Fritz. Hon uppvaktas av många, men vill bara skänka sin gunst åt den som bäst förmår avleda hennes tankar. Greven och Le chevalier är rivaler. Medan Greta funderar över vem hon skall låta segra, uppenbarar sig ett fartyg på havet. Ombord på fartyget är Fritz, som befinner sig i ett eländigt tillstånd. Han har sökt den fjärran klangen men utan att lyckas fånga den. Därefter har han letat efter Grete runt hela världen, ända tills klangen förde honom till den här platsen. Han vill i fortsättningen stanna hos Grete och leva tillsammans med henne. Hon går glatt med på detta. Men när Fritz inser att han befinner sig i ett glädjehus, stöter han bort Grete och lämnar henne. Grete flyr på nytt, denna gång till greven.
Akt III
Dr Vigelius befinner sig i en förträdgård utanför Hoftheater och plågas av dåligt samvete över att ha spelat Gretes far det spratt som drev Grete att lämna hemmet. På teatern spelas ett nytt stycke, Harpan, av tonsättaren Fritz. Grete, som har förtjänat sitt levebröd som prostituerad, har sett stycket och är djupt skakad av musiken. När tredje akten gör fiasko, vill Grete stå vid Fritz sida och ber dr Vigelius att föra henne till honom. Fritz lever i tillbakadragenhet och är en svårt sjuk, dödstrött man. Det var länge sedan han hörde den fjärran klangen. Men när Grete dyker upp, hör han den fjärran klangen alldeles nära sig. Lycklig faller han i hennes armar och dör.